# Idioma kogui
El idioma kogui o kaugiañ es una lengua amerindia de la familia chibchana hablada por el pueblo Kogui o Kágaba de Colombia.
Hay al menos 7.739 hablantes, el 84,37% de los Kogui, todos en la región de Sierra Nevada de Santa Marta. El porcentaje de alfabetismo es de 18,34%.

## Sintaxis
En general este idioma usa la estructura lingüística sujeto-objeto-verbo:
/saxa atema jiúñgulda stuwi/
{saka/a'-tema/hi'u+ngula/stuĩ}
//luna/grande/camino/alumbrar// (enlace roto disponible en Internet Archive; véase el historial, la primera versión y la última).
"La luna llena alumbra el camino"
Una oración sin sujeto explícito adquiere una apariencia de objeto-sujeto-verbo, por el prefijo e persona del verbo:
/bi'giʒa nak'luni/
{bi'giʒa/nak'-luni}
//piña/1PS-desear// (enlace roto disponible en Internet Archive; véase el historial, la primera versión y la última).
"Quiero piña"
La composición de las palabras se realiza uniendo los lexemas con afijos diferentes de clasificación, número, género, énfasis, tiempo, modo y caso. Se presentan los casos nominativo, alativo, acusativo, dativo, locativo y genitivo.

### Fonología
El idioma kogui presenta 31 fonemas, 12 vocales y 19 consonantes:
Vocales
|        | Anteriores | Anteriores | Centrales | Centrales | Posteriores | Posteriores |
| oral   | nasal      | oral       | nasal     | oral      | nasal       |             |
| ------ | ---------- | ---------- | --------- | --------- | ----------- | ----------- |
| Altas  | i          | (ĩ)        | ɨ         | (ɨ̃)       | u           | (ũ)         |
| Medias | e          | (ẽ)        | (ə)       |           | o           |             |
| Bajas  |            |            | a         | (ã)       |             |             |
Para la lingüista Carolina Ortiz la nasalización de las vocales es un fenómeno suprasegmental, originado en la presencia de la consonante nasal alveolar /n/, ya que casi las vocales nasales se presentan en contextos nasales. Encuentra en pocas palabras el fonema /o/ y no registra /ə/ como fonema.
Consonantes
|              |              | labiales | alveolares | palatales | velares | glotales |
| ------------ | ------------ | -------- | ---------- | --------- | ------- | -------- |
| oclusivas    | sordas       | p        | t          | (c)       | k       | ʔ        |
| oclusivas    | sonoras      | b        | d          |           | g       |          |
| nasales      | nasales      | m        | n          |           | ŋ       |          |
| fricativas   | sordas       |          | s          | ʃ         | x       | h        |
| fricativas   | sonoras      |          | z          | ʒ         |         |          |
| lateral      | lateral      |          | l          |           |         |          |
| aproximantes | aproximantes | w        |            | j         |         |          |
Carolina Ortiz incluye la oclusiva palatal sorda /c/ como fonema.